# Associazione Sportiva Reggina 1980-1981
Questa pagina raccoglie i dati riguardanti l'Associazione Sportiva Reggina nella stagione 1980-1981.

## Stagione
La squadra, allenata per la seconda stagione consecutiva da Adriano Buffoni, ha concluso il girone B della Serie C1 1980-1981 al quarto posto.

## Rosa
| N. |                   | Ruolo | Calciatore           |
| -- | ----------------- | ----- | -------------------- |
| -  | Italia (bandiera) | P     | Francesco Navazzotti |
| -  | Italia (bandiera) | D     | Giancarlo Olivotto   |
| -  | Italia (bandiera) | C     | Giancarlo Snidaro    |
| -  | Italia (bandiera) | D     | Giuseppe Beretta     |
| -  | Italia (bandiera) | D     | Maurizio Carlà       |
| -  | Italia (bandiera) | C     | Ignazio Arcoleo      |
| -  | Italia (bandiera) | D     | Maurizio Re          |
| -  | Italia (bandiera) | C     | Salvatore Lomanno    |
| -  | Italia (bandiera) | C     | Gaudenzio Colla      |

| N. |                   | Ruolo | Calciatore          |
| -- | ----------------- | ----- | ------------------- |
| -  | Italia (bandiera) | D     | Giacomo Ferri       |
| -  | Italia (bandiera) | A     | Diego Spinella      |
| -  | Italia (bandiera) | C     | Pier Paolo Scarrone |
| -  | Italia (bandiera) | A     | Giorgio Tomba       |
| -  | Italia (bandiera) | C     | Gregorio Basilico   |
| -  | Italia (bandiera) | C     | Giancarlo Camolese  |
| -  | Italia (bandiera) | D     | Pietro Mario Matà   |
| -  | Italia (bandiera) | D     | Federico Marchi     |
| -  | Italia (bandiera) | A     | Giuseppe Tortora    |

## Risultati

### Campionato

#### Girone di andata
| 28 settembre 1980 1ª giornata | Francavilla | 1 – 0 | Reggina |  |

| 5 ottobre 1980 2ª giornata | Reggina | 0 – 0 | Sambenedettese |  |

| 12 ottobre 1980 3ª giornata | Cavese | 1 – 0 | Reggina |  |

| 19 ottobre 1980 4ª giornata | Reggina | 0 – 0 | Rende |  |

| 26 ottobre 1980 5ª giornata | Siracusa | 0 – 1 | Reggina |  |

| 2 novembre 1980 6ª giornata | Nocerina | 1 – 0 | Reggina |  |

| 9 novembre 1980 7ª giornata | Reggina | 1 – 0 | Matera |  |

| 16 novembre 1980 8ª giornata | Benevento | 1 – 0 | Reggina |  |

| 23 novembre 1980 9ª giornata | Reggina | 0 – 0 | Cosenza |  |

| 30 novembre 1980 10ª giornata | Livorno | 1 – 1 | Reggina |  |

| 7 dicembre 1980 11ª giornata | Reggina | 2 – 1 | Paganese |  |

| 14 dicembre 1980 12ª giornata | Arezzo | 0 – 0 | Reggina |  |

| 21 dicembre 1980 13ª giornata | Reggina | 0 – 0 | Giulianova |  |

| 4 gennaio 1981 14ª giornata | Reggina | 0 – 0 | Campobasso |  |

| 11 gennaio 1981 15ª giornata | Ternana | 0 – 0 | Reggina |  |

| 18 gennaio 1981 16ª giornata | Reggina | 2 – 1 | Salernitana |  |

| 25 gennaio 1981 17ª giornata | Turris | 0 – 1 | Reggina |  |

#### Girone di ritorno
| 1º febbraio 1981 18ª giornata | Reggina | 1 – 0 | Francavilla |  |

| 8 febbraio 1981 19ª giornata | Sambenedettese | 0 – 0 | Reggina |  |

| 15 febbraio 1981 20ª giornata | Reggina | 2 – 1 | Cavese |  |

| 22 febbraio 1981 21ª giornata | Rende | 1 – 1 | Reggina |  |

| 1º marzo 1981 22ª giornata | Reggina | 2 – 0 | Siracusa |  |

| 8 marzo 1981 23ª giornata | Reggina | 1 – 0 | Nocerina |  |

| 15 marzo 1981 24ª giornata | Matera | 0 – 0 | Reggina |  |

| 29 marzo 1981 25ª giornata | Reggina | 1 – 2 | Benevento |  |

| 5 aprile 1981 26ª giornata | Cosenza | 0 – 0 | Reggina |  |

| 12 aprile 1981 27ª giornata | Reggina | 3 – 0 | Livorno |  |

| 26 aprile 1981 28ª giornata | Paganese | 0 – 1 | Reggina |  |

| 3 maggio 1981 29ª giornata | Reggina | 3 – 3 | Arezzo |  |

| 10 maggio 1981 30ª giornata | Giulianova | 1 – 1 | Reggina |  |

| 17 maggio 1981 31ª giornata | Campobasso | 2 – 0 | Reggina |  |

| 24 maggio 1981 32ª giornata | Reggina | 1 – 1 | Ternana |  |

| 31 maggio 1981 33ª giornata | Salernitana | 2 – 0 | Reggina |  |

| 7 giugno 1981 34ª giornata | Reggina | 0 – 0 | Turris |  |

## Piazzamenti
- Serie C1: 4º posto.